# Vicente Rouco
Vicente Manuel Rouco Rodríguez (La Puebla de Montalbán, 1958) es un magistrado español, expresidente del Tribunal Superior de Justicia de Castilla-La Mancha, cargo que desempeñó desde 2005 hasta 2025.

## Biografía
Nacido en 1958 en La Puebla de Montalbán, es sobrino del cardenal Antonio María Rouco Varela. Se licenció en Derecho por la Universidad Complutense de Madrid, ingresando en la carrera judicial en 1982. Fue juez de distrito de Villarrobledo y Málaga entre 1982 y 1985, del Juzgado de Primera Instancia e Instrucción de Hellín de 1985 a 1987, año en el que ascendió a magistrado, donde desempeñó su labor en el Juzgado de Instrucción número 5 de Barcelona. Fue magistrado-juez de Vigilancia Penitenciaria de Albacete y Cuenca.
Entre 1987 y 1989 fue magistrado de la Sala de lo Contencioso-Administrativo de la Audiencia Territorial de Albacete y del Tribunal Superior de Justicia de Castilla-La Mancha desde su constitución en 1989, cuando pasó a ser magistrado de la Audiencia Provincial de Madrid hasta 1994, año en el que regresó a la Sala de lo Contencioso-Administrativo del Tribunal Superior de Justicia de Castilla-La Mancha. En 1996 fue nombrado presidente de la Sala de lo Contencioso-Administrativo del TSJCLM.
En 2004 recibió la Cruz de Primera Clase de la Orden de San Raimundo de Peñafort y posteriormente recibió la Cruz al Mérito Policial. Está casado y tiene dos hijas.

### Presidente del Tribunal Superior de Castilla-La Mancha

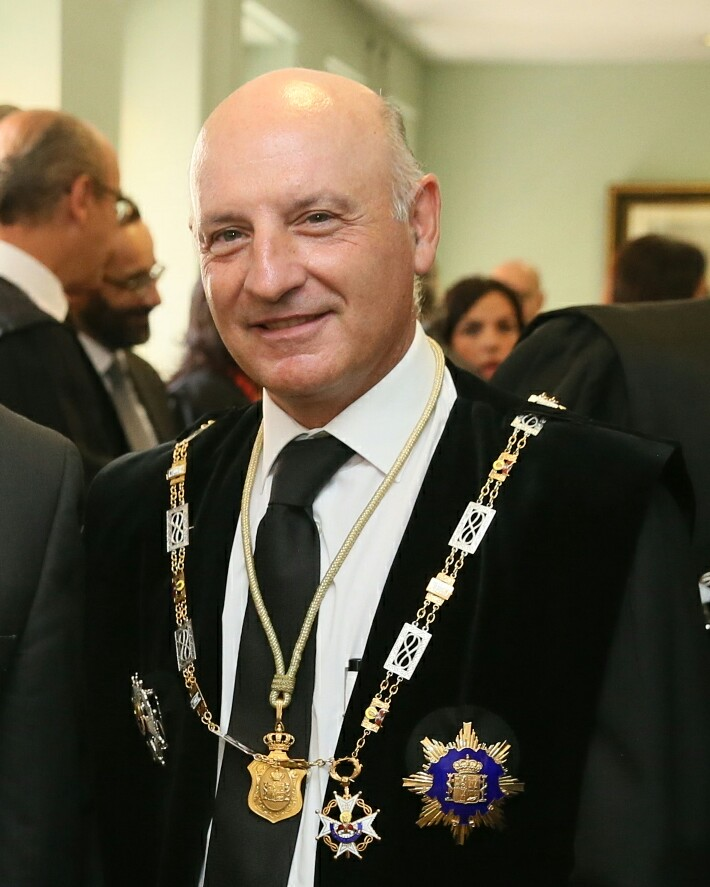
Fotografiado como presidente judicial de Castilla-La Mancha en 2015

En diciembre de 2004 el presidente del Tribunal Superior de Justicia de Castilla-La Mancha desde 1996,
Emilio Frías Ponce, fue nombrado magistrado del Tribunal Supremo. Rouco, en el cargo de presidente de la Sala de lo Contencioso-Administrativo, asumió la presidencia en funciones del TSJCLM en enero de 2005.
El 19 de julio de 2005 el Consejo General del Poder Judicial lo nombró presidente del Tribunal Superior de Justicia de Castilla-La Mancha con 14 votos del pleno frente a los 4 que recibió otro de los candidatos, Eugenio Cárdenas, tomando posesión de su cargo el 26 de julio. 
En 2010 y en 2015 volvió a ser elegido presidente del Tribunal Superior de Justicia de Castilla-La Mancha, cumpliendo de esta forma su tercer mandato consecutivo al frente del máximo órgano judicial de la comunidad autónoma.
En 2025, tras varios años desempeñando en funciones el cargo de  presidente del Tribunal Superior de Justicia de Castilla-La Mancha  en funciones, fue relevado por María Pilar Astray Chacón.

## Distinciones
- Cruz de Primera Clase de la Orden de San Raimundo de Peñafort (2004)

- Cruz al Mérito Policial (2010)